# Onomatope*
onomatope*は株式会社XERO傘下のアダルトゲームブランドである。2011年に発売した『めちゃ婚!』でデビューした。

## 解説
ブランドのコンセプトは、女の子との優しい時間をプレイヤーに提供することである。「onomatope*」というブランド名は、擬声語という意味のオノマトペが由来であり、ゲームの企画会議中に擬声語をたくさん用いることから名付けられた。
2016年にはDMM.comとの合同ブランドであるonomatope* rapsberryが設立され、同年4月28日に『ビッチ姉ちゃんが清純なはずがないっ!』でデビューを果たした。
プロデューサーのMOKAはGame Headlineとのインタビューの中でonomatope* rapsberry設立の経緯について、「DMMと話していく中でもう少し大人びた作品を作っていこうという話になり、ブランドの方向性が定まった」と述べている。
2021年5月28日にクロシェットとのコラボブランド「panache」より『ぱられるAKIBA学園』が発売予定。

## 作品一覧

### onomatope*
- 2011年4月8日 めちゃ婚![2]
- 2012年5月25日 桜ノーリプライ[7]
- 2012年12月21日 俺と5人の嫁さんがラブラブなのは、未来からきた赤ちゃんのおかげに違いない!?[8]
- 2013年6月28日 ずっとすきして たくさんすきして[9]
- 2014年9月26日 彼女が俺にくれたもの。俺が彼女にあげるもの。[10]
- 2015年10月30日 吸血姫のリブラ

### onomatope*raspberry
- 2016年4月28日 ビッチ姉ちゃんが清純なはずがないっ!
- 2017年1月27日 ビッチ姉妹が清純なはずがないっ!
- 2017年11月24日 ビッチ学園が清純なはずがないっ!!?
- 2018年9月28日 催眠ぱらだいす! ～催眠術でツゴウノイイ美少女学園性活～
- 2019年7月26日 スク～ル催眠ぱらだいす! ～さっきまで全然好きじゃなかったのに!?～
- 2020年10月30日 シス△キャン[11]
- 2022年3月25日 勇者を引退してよろず屋をオープンしたけど、なぜかアダルトグッズに人気が集中している件。

### panache
- 2021年5月28日 ぱられるAKIBA学園